# Josef J. Preyer

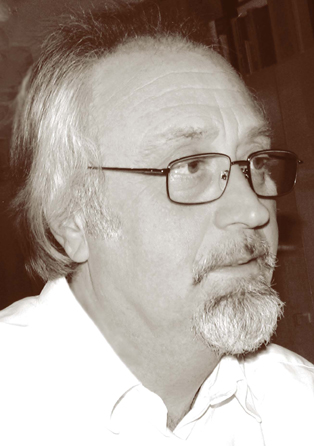
Josef J. Preyer (2005)

Josef J. Preyer (* 4. Februar 1948 in Steyr) ist ein österreichischer Romanschriftsteller.

## Leben
Preyer studierte Germanistik und Anglistik an der Universität Wien. Im Alter von 14 Jahren begann er mit literarischen Veröffentlichungen. Lange Jahre arbeitete er im Bereich der Jugend- und Erwachsenenbildung. Im Jahr 1996 gründete er den Oerindur Verlag in Steyr, einen „Verlag für lesbare Literatur“. Der Verlag veröffentlichte vor allem Kriminalromane von C. H. Guenter. J. J. Preyer ist seit Anfang 2010 einer der Autoren der Serienromane Jerry Cotton des Bastei Verlags.
J. J. Preyer schreibt auch unter dem Pseudonym Paula Wuger.

## Werke (Auswahl)
Allgemein
- 1996 Datura. Eine Novelle. Geschrieben unter dem Pseudonym Alexander Koridon. Oerindur Verlag.
- 2007 Gralsspur. Ein Templer-Krimi. Oerindur Verlag. ISBN 978-3-902291-20-2
- 2011 Ludwigsmord. Kriminalroman über Ludwig II. (Bayern). Verlagshaus Hernals. ISBN 978-3-902744-09-8

Freimaurer-Kriminalromane
- Die neun Häupter der Hydra. mg-Verlag, 2005. ISBN 3-902291-17-6
- Die Chimären des Hieronymus Bosch. mg-Verlag, 2006
- God's Eye, mg-Verlag, 2006
- Im Banne der Hydra. Oerindur Verlag, 2007. ISBN 978-3-902291-21-9

Pater-Brown-Romane
- 2014 Die Beichte des Großinquisitors. Ein Pater Brown Krimi. Blitz Verlag. ISBN 978-3-89840-413-6
- 2015 Pater Brown und das Lied vom Tod. Ein Pater Brown Krimi. Blitz Verlag. ISBN 978-3-89840-414-3
- 2016 Pater Brown im Kampf gegen den Moloch. Ein Pater Brown Krimi. Createspace Verlag. ISBN 978-1-5394-7155-4

Sherlock-Holmes-Romane
- Holmes und die Freimaurer. Blitz Verlag, 2006. ISBN 3-89840-215-0
- Sherlock Holmes und die Shakespeare-Verschwörung. Kriminalroman. Blitz Verlag, 2009. ISBN 978-3-89840-278-1
- Sherlock Holmes und der Fluch der Titanic. Blitz Verlag, 2009. ISBN 978-3-89840-291-0
- Sherlock Holmes und die Moriarty-Lüge. Blitz Verlag, 2012. ISBN 978-3-89840-336-8
- Sherlock Holmes und der Teufel von St. James. Blitz Verlag, 2013. ISBN 978-3-89840-380-1
- Sherlock Holmes und das Phantom von Charing Cross. E-Book. Arunya Verlag, 2015.
- Sherlock Holmes und das Geheimnis der Mrs. Hudson. Fabylon Verlag, 2019. ISBN 978-3946773115

Larry-Brent-Romane
- Das Kennedy-Rätsel. Blitz Verlag, 2009. ISBN 978-3-89840-276-7
- Die Davinci-Loge. Blitz Verlag, 2010. ISBN 978-3-89840-290-3

Der Butler-Kriminalromane
- Der Butler setzt auf Sieg. Kriminalroman. Blitz Verlag, 2012. ISBN 978-3-89840-315-3
- Der Butler jagt das Rungholt-Ungeheuer. Blitz Verlag, 2013. ISBN 978-3-89840-346-7

Rosemarie Weichsler-Kriminalromane
- Rosmarie Weichsler und das Lächeln des Teufels. Verlag Ennsthaler, 2013. ISBN 978-3-85068-912-0
- Rosmarie Weichsler und das Echo von Steyr. Kriminalroman. Verlag Ennsthaler, 2014. ISBN 978-3-85068-927-4
- Rosmarie Weichsler und die Christkindl-Morde. Kriminalroman. Verlag Ennsthaler, 2015. ISBN 978-3-85068-949-6
- Rosmarie Weichsler und die Krimischriftsteller. Kriminalroman. Verlag Ennsthaler, 2016. ISBN 978-3-85068-963-2

Christian Wolf-Kriminalromane
- Mörderseele. Gmeiner-Verlag, 2014. ISBN 978-3-8392-1535-7
- Hassmord. Gmeiner-Verlag, 2015. ISBN 978-3-8392-1681-1
- Nahtod. Gmeiner-Verlag, 2016. ISBN 978-3-8392-1831-0

Gartenkrimis
- Rankenspiel. Gmeiner-Verlag, 2016. ISBN 978-3-8392-1930-0
- Giftgarten. Morawa Lesezirkel, 2017. ISBN 978-3-9905-7748-6

Paula Wuger
- Feuerfall. amazon e-book, 2015
- Räderwerk. neobooks, 2016

Politkrimi
- Wiener Blaupausen. Gmeiner-Verlag, 2018. ISBN 978-3-8392-2270-6

Hamburg-Krimi
- Mordflüstern. Droemer-Knaur-Verlag, 2018. ISBN 978-3-4262-1690-3